# Гомадінген
Гомадінген, також Ґомандінґен (нім. Gomadingen) — громада в Німеччині, знаходиться в землі Баден-Вюртемберг. Підпорядковується адміністративному округу Тюбінген. Входить до складу району Ройтлінген.
Площа — 45,85 км2. Населення становить 2247 ос. (станом на 31 грудня 2020).